# 昂德拉罗
昂德拉罗（法語：Andelarrot，法語發音：[ɑ̃dlaʁo]）是法国上索恩省的一个市镇，属于沃苏勒区。

## 地理
昂德拉罗（47°34'52"N, 6°6'16"E）面积5.71 平方千米，位于法国勃艮第-弗朗什-孔泰大區上索恩省，该省份为法国东部内陆省份，北起顺时针与孚日省、贝尔福地区省、杜省、汝拉省、科多尔省和上马恩省接壤。
与昂德拉罗接壤的市镇（或旧市镇、城区）包括：努瓦当莱沃苏勒、昂德拉尔、埃什诺拉梅利讷、蒙-勒韦尔努瓦、瓦勒鲁瓦洛里奥、韦勒福。
昂德拉罗的时区为UTC+01:00、UTC+02:00（夏令时）。

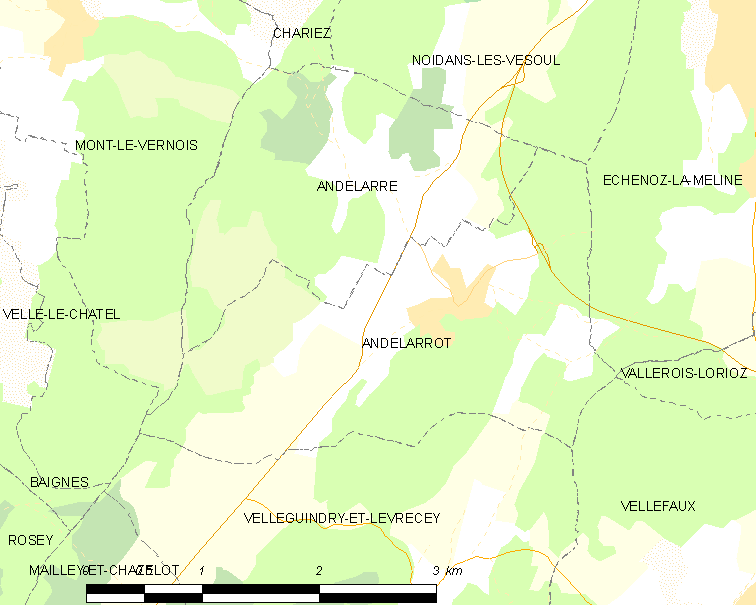
昂德拉罗的OSM定位图

## 行政
昂德拉罗的邮政编码为70000，INSEE市镇编码为70020。

## 政治
昂德拉罗所属的省级选区为沃苏勒第一县。

## 人口

1962-2008年间昂德拉罗人口变化图示

昂德拉罗于2022年1月1日时的人口数量为245人。